# Agrostroj Prostějov ŽM-300
Agrostroj Prostějov ŽM-300 byl typ obilního kombajnu, který byl v letech 1956–1957 sériově vyráběn ve strojírnách hospodářských strojů Agrostroj Prostějov. Šlo o první sériově vyráběný typ sklízecí mlátičky v Československu. Jeho výroba byla hned následujícího roku na základě rozhodnutí RVHP převedena do maďarského závodu EMAG, přesto bylo v Prostějově vyrobeno na 600 kusů. Písmena ŽM tvoří zkratku pro žací mlátička. 

## Historie
První moderní kombajny se v tehdejším Protektorátu Čechy a Morava objevily v 40. letech 20. století, jednalo se o výrobky německé firmy Claas. O výrobě kombajnu československé konstrukce začalo být uvažováno až v rámci znárodněného hospodářství po únoru 1948. Konstrukcí byl pověřen moravský závod Agrostroj Prostějov, vzniklý z někdejší strojírny Wikov. Po úspěšném vývoji prototypů ŽM-18 (1949) a ŽM-21 (1952) byl v závodu roku 1954 zkonstruován typ ŽM-300, který byl úspěšně otestován o žních roku 1955. Následně bylo rozhodnuto o zahájení jeho sériové výroby, jakožto prvního sériově vyráběného typu kombajnu v ČSR.
Centálně plánované hospodářství v rámci RVHP pak odklonilo výrobu kombajnů do Maďarské lidové republiky, kde byl ŽM-300 a později i jeho vylepšená verze ŽVM-300 vyráběny minimálně do roku 1962. I přes pokračující vývoj strojů v Agrostroji Prostějov byly v následujících letech socialismu ve vozových parcích protežovány sovětské kombajny S-4 a SK-6 Kolos.

## Technické údaje
- Záběr žacího ústrojí: 3,3 m
- Délka mlátícího bubnu: 888 mm
- Průměr mlátícího bubnu: 550 mm
- Objem zásobníku zrna: 1,7 m³
- Separační ústrojí: 4 vytřasadla
- Pojezdová rychlost: 1,5 – 15 km/h
- Typ motoru: Tatra T 924
- Výkon motoru: 45 kW
- Počet rychlostí: 3 vpřed, 1 vzad
- Pojezd: variátorový s mechanickou převodovkou
- Hmotnost: cca 7 tun